# William Pinheiro Rodrigues
William Pinheiro Rodrigues (10 de enero de 1989 - 25 de febrero de 2018) fue un futbolista brasileño que se desempeñaba como centrocampista.
En 2008, William se unió al Kyoto Sanga FC. Después de eso, jugó en el Olaria, Portuguesa, Audax Río de Janeiro, Barra Mansa y Barra da Tijuca.

## Trayectoria

### Clubes
| Club                 | País   | Año         |
| -------------------- | ------ | ----------- |
| Kyoto Sanga FC       | Japón  | 2008        |
| Sagawa Printing      | Japón  | 2009        |
| Olaria               | Brasil | 2009 - 2011 |
| Portuguesa           | Brasil | 2011        |
| Audax Río de Janeiro | Brasil | 2011        |
| Portuguesa           | Brasil | 2012 - 2013 |
| Barra Mansa          | Brasil | 2014        |
| Barra da Tijuca      | Brasil | 2014        |